# Von Dada bis Gaga
Von Dada bis Gaga – 100 Jahre Performance-Kunst ist eine dreiteilige Dokumentarfilmreihe von Thomas von Steinaecker, produziert von Studio.TV.Film im Auftrag des ZDF für 3sat, die am 28. November, 5. Dezember und am 12. Dezember 2015 jeweils um 22:45 Uhr auf 3sat erstmals ausgestrahlt wurde.

## Handlung
Die drei ca. 45-minütigen Folgen beschäftigen sich mit der Geschichte der Performance-Kunst von ihren Anfängen bis zur Gegenwart. Anlässlich ihrer nunmehr 100-jährigen Geschichte wird Performance-Kunst zum ersten Mal überhaupt in einem Dokumentarfilmformat behandelt. Erzählt wird der spannende Weg dieser eigenwilligen und teils radikalen Kunstform unter anderem anhand von Interviews mit Künstlern wie Marina Abramovic, Laurie Anderson, Matthew Barney, John Bock, Bazon Brock, Rainald Grebe, Blixa Bargeld, den Wiener Aktionisten Günter Brus, Hermann Nitsch und Valie Export, den ostdeutschen Künstlerinnen Else Gabriel und Cornelia Schleime, den Autoren RoseLee Goldberg und Greil Marcus und  Performance-Künstlern und Theatermachern wie Gob Squad, Mieke Matzke, Philipp Ruch, Ulrike Rosenbach, Robert Wilson, Yoko Ono sowie den Dada-Kennern Adrian Notz und Juri Steiner.

### Jeder Mensch ist ein Künstler
Der erste Teil der Reihe befasst sich mit den Anfängen der Performance-Kunst in der Dada-Bewegung. Ein Reenactment der ersten Performance überhaupt, die Hugo Ball 1916 im Zürcher Cabaret Voltaire aufführte, veranschaulicht die anarchische Haltung zur Kunst, mit der die Dadaisten ihr Publikum faszinierten. Hugo Ball rezitiert ein Lautgedicht mit dem Titel „Karawane“ und ist dabei in ein kubistisches Pappkostüm gezwängt, das an ein Bischofsgewand erinnert. Thomas von Steinaecker führt den Zuschauer in das heutige Zürcher Cabaret Voltaire, das noch immer an Dada und die Anfänge der Performance-Kunst erinnert. Nach einem kurzen Exkurs zu den Surrealisten in Paris erzählt der erste Teil der Reihe von den Anfängen der Performance-Kunst in den USA, wo sich am Black Mountain College in Black Mountain (North Carolina) eine Gruppe visionärer Künstler zusammen findet. Unter ihnen befindet sich der Komponist John Cage, der eine Schlüsselrolle in der Entwicklung der Performance-Kunst einnimmt. Seine ungewöhnlichen Auftritte sind Teil der Aktionskunst, wie sie damals auch Jackson Pollock in der Malerei betreibt.  
Zurück in Deutschland regt die Fluxus-Bewegung die Kunstwelt auf. Nam June Paik, Charlotte Moorman und nicht zuletzt Joseph Beuys, der mit „Wie man dem toten Hasen die Bilder erklärt“ einen Meilenstein der Performance-Kunst erschaffen hat, werden durch seltene Archivaufnahmen vorgestellt. „Jeder Mensch ist ein Künstler“ endet bei den Wiener Aktionismus der 60er Jahre, die im zweiten Teil der Reihe im Mittelpunkt stehen.

### Kunst und Revolution
Wie politisch Performance-Kunst sein kann, beweist Ende der 1960er Jahre eine Gruppe von  Künstlern um den jungen Günter Brus in Wien. Sie stürmen den Hörsaal 1 des Neuen Institutsgebäudes der Wiener Universität und führen auf, was die österreichische Kronenzeitung später die „Uniferkelei“ nennt. Günter Brus wird zu einer sechsmonatigen Gefängnisstrafe verurteilt und kehrt danach seiner Heimatstadt Wien den Rücken, um ins Berliner Exil zu gehen. In der Zeit der Studentenrevolten und des aufkommenden Feminismus geschieht auch ein entscheidender Wandel in der Performance-Kunst. Künstlerinnen wie Valie Export schockieren die prüde, österreichische Gesellschaft mit dem legendären „Tapp- und Tastkino“ oder der von Marina Abramovic in ihrer Performance „Seven Easy Pieces“ zitierten „Genitalpanik“. Yoko Ono setzt Zeichen mit Performances wie „Cut Piece“ und „Freedom“. In „Freedom“ versucht sie sich vergeblich einen Büstenhalter vom Leib zu reißen und veranschaulicht damit die Unfreiheit der Frau in der modernen Gesellschaft. Sie und John Lennon protestieren mit ihrem „Bed In“ außerdem gegen den Krieg in Vietnam. Die serbische Künstlerin Marina Abramovic erregt auf der 47. Biennale in Venedig erstmals Aufsehen mit ihrer den Krieg im ehemaligen Jugoslawien thematisierenden Performance „Balkan Baroque“, mit der sie 1997 den Goldenen Löwen gewinnt. Abramovic wird – anfangs noch in Kollaboration mit Ulay – die Leitfigur einer nunmehr weiblich dominierten Kunstform, die den Krieg seit den 60er Jahren thematisiert. Nicht zuletzt geben Künstler wie Chris Burden aus den USA einen Geschmack darauf wie sich Krieg physisch anfühlt. In seiner Performance „Shoot“ (1971), die der Film in einer Fotoserie zeigt, lässt er wirklich auf sich schießen – ein deutliches Statement gegen den Vietnam-Krieg. Von Steinaecker erzählt wie Performance-Kunst zum Ausdrucksmittel für politischen Protest und zum Ventil aufgeladener gesellschaftlicher Zustände wird. Auch in der DDR der 1980er Jahre finden vor allem Künstlerinnen durch Performance- und Videokunst einen Ausdruck für ihre von Repressionen und Berufsverboten geprägte Lage. Die Popularität von Performance-Kunst bahnt sich ihren Weg aber auch bis zum MTV-Musikvideo und hält so weltweit Einzug in die Popkultur.

### Der Künstler ist anwesend
Im dritten Teil der Dokumentarfilm-Reihe „Von Dada bis Gaga“ steht der Einfluss der Performance-Kunst auf die Medien, speziell die Videokunst, wie sie zum Beispiel die Künstler Vito Acconci und Ulrike Rosenbach praktizieren, im Mittelpunkt. Der Musiksender MTV zeigt von Performance-Kunst beeinflusste Musikvideos von Pop-Ikonen wie Laurie Anderson und Annie Lennox (Eurythmics). Von Steinaecker beleuchtet den Einfluss der Performance-Kunst auf die Popkultur und das Fernsehen. Formate wie Big Brother lösen die Grenze zwischen dem Live-Erlebnis und der künstlichen Welt der Inszenierung auf. Der Aktionskünstler Christoph Schlingensief spielt nicht nur mit verschiedenen Fernsehformaten („U 3000“), sondern inszeniert sich selbst in politischen und religiösen Kontexten, beispielsweise durch die Gründung einer Partei. Ausschnitte aus dem Opus „River of Fundament“ zeigen das Werk von Matthew Barney. Von Steinaecker zieht den Bogen der Geschichte der Performance-Kunst bis in die heutige Alltagskultur, in der Flashmobs ganze Einkaufszentren füllen und das „Zentrum für politische Schönheit“ mit „Die Toten kommen“ den rituellen Akt des Begräbnisses zu einem politischen Ereignis macht. 
Die Reihe Von Dada bis Gaga – 100 Jahre Performance-Kunst gibt einen umfassenden Überblick über die Entwicklung der Performance-Kunst.